# Olivier (prénom)
Pour les articles homonymes, voir Olivier (homonymie).
Cette page présente le prénom Olivier ainsi que ses variantes.
Olivier est un prénom français.

## Signification
Sa signification transparente est sans doute un leurre. Lorsqu’apparaissent au Moyen Âge les premiers Olivier (dont celui de la chanson de Roland), aucun dérivé masculin de l'oliva latin n'a été repéré. Il est donc vraisemblable que ce prénom de chevalier soit une transcription d'un nom germanique, Alfihar, combinaison de Alf signifiant "elfe" ou tout simplement un "être surnaturel" et her signifiant "armée", "guerrier" ou encore "chef d'armée". Historiquement fêté le 12 juillet, le martyrologe romain le fête désormais aussi le 1er juillet.

## Variantes
- français : Olivier[5] (diminutif : Oli)
- allemand : Oliver (diminutif : Ollie)
- anglais : Oliver
- arabe : Zeitoun (zaytûn),
- berbère : Zemmour
- basque : Oliber
- breton : Olier
- espagnol : Olivo, Oliverio, Oliver
- hongrois : Olivér
- islandais : Ólafur
- italien : Oliviero, Olivo, Olivio
- néerlandais : Olivier
- occitan : Olivièr, Oliu[6]
- poitevin : Oliver, Olivé, Olivàe, Olivàe[7]
- polonais : Oliwer, Oliwier
- portugais : Oliveiros, Olivério (Oliveira est un nom de famille)
- roumain: Oliviu
- slovaque : Oliver
- suédois : Oliver
- kabyle : Tazemmurt

Formes féminines françaises : Oliva, Olive, Olivette, Olivia.

## Popularité
Très répandu en France dans les années 1960 et 1970, le prénom Olivier atteint son paroxysme en 1971 avec 15 532 naissances[réf. souhaitée].

## Personnalités
- Pour l'ensemble des articles sur les personnes portant ce prénom, consulter :
  - la liste des articles dont le titre commence par ce prénom
  - les listes produites par Wikidata : Liste des personnes de prénom « Olivier » — même liste en incluant les éventuels prénoms composés qui contiennent « Olivier ».